# Teres major

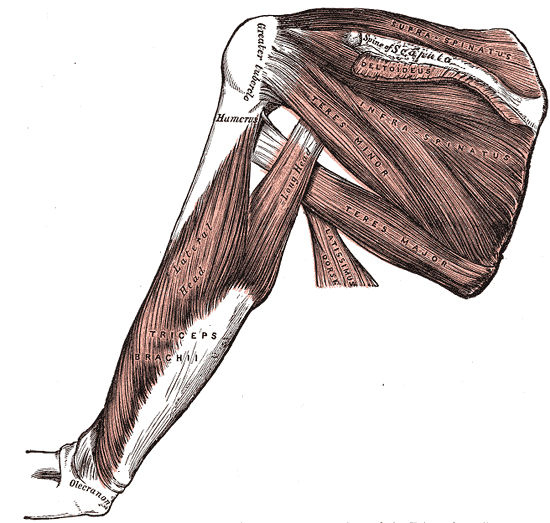
Övre extremitetens muskler sedda bakifrån (dorsalt). Teres major syns längst ned till höger.

Teres major (latin: musculus teres major) är en tjock, platt skelettmuskel som ingår i övre extremitetens muskulatur.
Muskeln har sitt ursprung i den nedre delen av skulderbladets (scapula) nedre vinkel (angulus inferior scapulae) och laterala kant (margo lateralis scapulae). Dess fäste finns på ett av överarmsbenets (humerus) laterala tuberkler (crista tuberculi minoris).
M. teres major bidrar vid extension, adduktion och inåtrotation av överarmen.